# Inocybe involuta
Inocybe involuta är en svampart som tillhör divisionen basidiesvampar, och som beskrevs av Thomas Wilhelmus Kuyper. Inocybe involuta ingår i släktet Inocybe, och familjen Crepidotaceae. Arten har ej påträffats i Sverige.